# كومله

شعار حركة كومله

كومله مجموعة كردية معارضة ذات التوجه اليساري تنشط في كردستان نشأت في عام 1967 بهدف الانفصال عن نظام الشاه. كومله فرع كردستاني للحزب الشيوعي إيران.